# ألفاظ الأداء (علم الحديث)
ألفاظ الأداء أو صيغ الأداء أو مصطلحات الأداء في سياق علم الحديث هي ألفاظ يستعملها الرواي أثناء أدائه للحديث أي أثناء روايته للحديث، ليدل بها على الطريقة التي تحمل بها هذا الحديث أي الطريقة التي أخذ بها هذا الحديث من شيخه.
تتعدد ألفاظ الأداء لتعدد طرق أخذه من الغير، وتشمل السماع من لفظ الشيخ، القراءة عليه، الإجازة منه، المناولة، المكاتبة، الإعلام، الوصية والوجادة.

## ألفاظ أداء الحديث المأخوذ بالسماع
السماع هو أخذ الرواي للحديث عن شيخه بالسماع من لفظ الشيخ، وتُعبر عن هذه الطريقة بعض ألفاظ الأداء مثل: «سمعت»، «حدثنا»، «أخبرنا»، «خبرنا»، «أنبأنا»، «عن»، «قال»، «حكى»، «إن فلانا قال»، وقد درج على هذا الإطلاق أكثر رواة الحديث المتقدمين، وأرفع هذه الألفاظ «سمعت» و«حدثنا» و«حدثني».
وقد جرت العادة بالاختصار في كتابة لفظ «حدثنا» إلى حرفين «نا» أو ثلاثة أحرف «ثنا»، وبالاختصار في كتابة لفظ «أخبرنا» إلى ثلاثة أحرف «أنا»، وقد يكتب علماء الحديث «ح» ويقصدون بها «تحول»، ويستخدمونها أثناء رواية حديث له إسنادان أو أكثر للدالة على الانتقال من أحد الإسنادين إلى الآخر، وقيل إنها ترمز إلى «حديث».

## ألفاظ أداء الحديث المأخوذ بالعرض
العرض (ويُسمى أيضا القراءة على الشيخ) هو أن يعرض الراوي على شيخه ما يقرؤه، سواء كان الراوي هو القارئ أو قَرأ غيره والشيخ يسمع، وسواء قرأ الراوي من كتاب أو من حفظه، وسواء كان الشيخ يحفظ ما يقرأ عليه أو لا يحفظه بشرط أن يُمسِك الشيخ أصل الكتاب، هو أو ثقة غيره، وأسلم ألفاظ الأداء في ذلك أن يقول الراوي: «قران على فلان»، «قرئ على فلان وأنا أسمع»، و«حدثنا فلان قراءة عليه» ونحو ذلك.
وقد ذهب الإمام البخاري والزهري ومعظم الحجازيين والكوفيين إلى جواز استعمال «حدثنا» و«أخبرنا» في العرض، فيما ذهب الإمام الشافعي ومسلم وأهل المشرق إلى التمييز بين اللفظين، فمنعوا «حدثنا» وأجازوا «أخبرنا»، وعلى الرغم من تقارب المعنى لكل من «حدثنا» و«أخبرنا» من حيث لسان العرب، إلا أن المحدثين اصطلحوا على التمييز بينهما في الاستعمال وهو الشائع الغالب على أهل الحديث.

## ألفاظ أداء الحديث المأخوذ بالإجازة والمناولة
الإجازة هي إذن الشيخ لغيره أن يَروي عنه حديثا أو كتابا من غير أن يسمعه منه أو يقرأه عليه، والمناولة هي أن يعطي الشيخ التلميذ كتابا أو صحيفة ليرويها عنه، واصطلح المتأخرون على إطلاق «أنبأنا» في الإجازة، وكان هذا اللفظ عند المتقدمين بمنزلة «أخبرنا»، وإن قال الرواي: «أنبأنا إجازة أو مناولة» فهو أحسن، وكثير من الرواة المتقدمين والمتأخرين يعبرون بقولهم: «أخبرنا فلان إذنا» و«فيما أذن لي فيه» و«فيما أطلق لي الحديث به عنه» و«فيما أجاز فيه»، وهي عبارات حسنة تَفْصل الإجازة والمناولة عن السماع والعرض، وكان الأوزاعي يخصص الإجازة بقوله: «خَبَّرنا».

## ألفاظ أداء الحديث المأخوذ بالمكاتبة
المكاتبة هي أن يكتب الشيخ إلى الطالب شيئا من حديثه بخطه، وقد جوز الليث بن سعد وغير واحد من علماء الحديث إطلاق «حدثنا» و«أخبرنا» في الرواية بالمكاتبة، والأولى أن يُقال «كَتب إلي فلان» و«أخبرني فلان مكاتبة أو كتابة».

## ألفاظ أداء الحديث المأخوذ بالإعلام والوصية
أخذ الحديث بالإعلام هو أن يُعلِم الشيخ طالبه بأن هذا الحديث مروي من طريق فلان عن فلان واقتصر الأمر على ذلك، دون أن يأذن للطالب برواية الحديث عنه، أي لم يقل للطالب أذنت لك في روايته أو نحو ذلك، والوصية بالكتب أن يوصي الراوي بكتاب يُروى عند موته.
ومن العلماء من قال بتسويغ الرواية بهاتين الطريقتين وأنزلهما بمنزلة الأخذ بالإجازة، ومنهم من قال بفساد الرواية بهما وألحقهما بالوجادة.

## ألفاظ أداء الحديث المأخوذ بالوجادة
الأخذ بالوجادة يُقال للحديث المأخوذ من صحيفة بدون سماع ولا إجازة ولا مناولة، ويجوز لمن أخذ الحديث بالوجادة أن يرويه على سبيل الحكاية فيقول: «وجدت بخط فلان: حدثنا فلان»، كما نُسب لعبد الله بن أحمد بن حنبل: «وجدت بخط أبي حدثنا فلان»، وله أن يقول: «قال فلان» و«ذكر فلان» و«بلغني عن فلان».

## أهمية ألفاظ الأداء
تساعد ألفاظ الأداء في معرفة المقبول والمردود من الحديث، وذلك من أوجه:
- أنها تعرفنا الطريقة التي أخذ بها الراوي الحديث، فيُعلم مدى صحة الروايته أو فسادها.
- أن الراوي إذا أخذ الحديث بطريقة دنيا من طرق التحمل ثم استعمل فيه عبارة أعلى كان مدلسا، وربما اتهمه بعض العلماء بالكذب بسبب ذلك، ومثاله:
  - إسحاق بن راشد الجزري الذي كان يستعمل لفظ «حدثنا» في الوجادة، وقد حدث عن الزهري فقيل له: «أنى لقيته؟» قال: «مررت ببيت المقدس فوجدت كتابا»،[5] فسلكوه في عداد المدلسين.[3]

## روابط خارجية
- البحث في تخريج حديث
- مكتبة الحديث النبوي الشريف
- مكتبة صيد الفوائد